# Fernanda Ramírez Mellado
Fernanda Andrea Ramírez Mellado (30 de agosto de 1992) es una futbolista chilena que se desempeña como defensa en Universidad Católica de la Primera División de fútbol femenino de Chile. Es internacional con la selección femenina de fútbol de Chile.

## Trayectoria
En 2006, antes de la creación de los torneos organizados por la ANFP, Ramírez inició su carrera en la Universidad de Chile, equipo dirigido por Isabel Berríos. Después de un período sin jugar, en 2009 se unió a Audax Italiano, donde disputa partidos con la categoría sub-17 y posteriormente con el primer equipo. 
Después de su paso por Audax, pasó nuevamente unos años sin club, hasta que en 2011, mientras estudia en Estados Unidos, jugó a nivel universitario en Cumberland Patriots y Central Methodist Eagles.  En 2016, se graduó en la Central Methodist University.
Regresa a Audax Italiano en 2017.  Luego de eso pasó a Santiago Morning, donde logró su primer título: el torneo de Primera División 2019. 
A principios de 2020 Ramírez se incorporó a Universidad de Chile, donde permaneció hasta 2021, ganando su segundo torneo de Primera División. 
Tras su paso por las azules, firmó contrato con Colo-Colo, donde jugó hasta el final de la temporada 2024. Con las albas logró tres títulos en la máxima categoría.  
En 2025 fue anunciada como nueva jugadora de Universidad Católica. 

## Selección nacional
Su primera nómina a la selección absoluta fue en 2020, para disputar un amistoso contra la selección de Zambia en el Estadio Nacional Julio Martínez Prádanos, encuentro que finalmente no se disputó debido a casos positivos de COVID-19 de la selección africana.  Posteriormente, debutó el 10 de junio de 2021 en un partido amistoso contra Eslovaquia.  Fue parte de la delegación chilena que disputó los Juegos Olímpicos de Tokio 2020. 
Participó con la selección chilena en la Copa América Femenina 2022 y en los Juegos Panamericanos de 2023, donde obtuvieron la medalla de plata.  
En 2025, fue convocada para representar a Chile en la CONMEBOL Copa América Femenina, en una segunda ocasión disputando el torneo. 

### Partidos internacionales
| Selección chilena | Selección chilena | Selección chilena |
| Año               | Partidos          | Goles             |
| ----------------- | ----------------- | ----------------- |
| 2021              | 4                 | 0                 |
| 2022              | 5                 | 0                 |
| 2023              | 6                 | 0                 |
| 2024              | 1                 | 0                 |
| 2025              | 2                 | 0                 |
| Total             | 18                | 0                 |

## Clubes
| Club                 | País  | Año       |
| -------------------- | ----- | --------- |
| Universidad de Chile | Chile | 2006      |
| Audax Italiano       | Chile | 2009      |
| Audax Italiano       | Chile | 2017-2018 |
| Santiago Morning     | Chile | 2019      |
| Universidad de Chile | Chile | 2020-2021 |
| Colo-Colo            | Chile | 2022-2024 |
| Universidad Católica | Chile | 2025-     |

## Palmarés

### Títulos nacionales
| Título           | Club                 | País  | Año  |
| ---------------- | -------------------- | ----- | ---- |
| Primera División | Santiago Morning     | Chile | 2019 |
| Primera División | Universidad de Chile | Chile | 2021 |
| Primera División | Colo-Colo            | Chile | 2022 |
| Primera División | Colo-Colo            | Chile | 2023 |
| Primera División | Colo-Colo            | Chile | 2024 |